# Roc Rodon (Conat)
El Roc Rodon és una muntanya de 1.427,1 metres d'altitud del terme comunal de Conat, de la comarca del Conflent, a la Catalunya del Nord.
És a la zona sud-oest del terme de Conat, dins de la Reserva Natural de Conat. És al nord-oest de la Roca Roja, 
Com altres rocs de la zona, és un aflorament de roca calcària de forma circular (d'on el nom) que contrasta amb la resta de l'obaga on està situada.